# Wereldkampioenschappen baanwielrennen 2021
De wereldkampioenschappen baanwielrennen 2021 werden van woensdag 20 tot en met zondag 24 oktober 2021 gehouden in de Franse stad Roubaix in het overdekte Vélodrome Jean Stablinski, dat gelegen is naast de openluchtpiste waar drie weken eerder de finish was van Parijs-Roubaix. Er stonden 22 onderdelen op het programma, elf voor mannen en elf voor vrouwen. De afvalkoers was voor het eerst een onderdeel op wereldkampioenschappen.
Aanvankelijk stonden de wereldkampioenschappen een week eerder gepland in de Turkmeense hoofdstad Asjchabad, maar werden vanwege de coronapandemie verplaatst naar Roubaix.

## Deelnemers

### Belgische deelnemers
De Belgische selectie voor het wereldkampioenschap zag er als volgt uit:
- Sprintonderdelen vrouwen: Nicky Degrendele
- Duuronderdelen mannen: Kenny De Ketele, Tuur Dens, Robbe Ghys, Jules Hesters, Gianluca Pollefliet, Fabio Van Den Bossche, Noah Vandenbranden, Brent Van Mulders
- Duuronderdelen vrouwen: Shari Bossuyt, Katrijn De Clercq, Lotte Kopecky

### Nederlandse deelnemers
Nederland voldeed niet aan de eis om te hebben deelgenomen aan minimaal één wedstrijd in de Nations Cup. De teamsprinters bij de mannen en de vrouwen in de koppelkoers mochten als titelverdedigers wel starten en ook individuele renners kregen dispensatie van de UCI, maar Nederland mocht niet deelnemen aan de teamsprint voor vrouwen en koppelkoers voor mannen, ondanks dat het op beide onderdelen de Europese titel wist te veroveren, twee weken voor het WK.
De Nederlandse selectie voor het wereldkampioenschap zag er als volgt uit:
- Sprintonderdelen mannen: Jeffrey Hoogland, Harrie Lavreysen, Roy van den Berg, Sam Ligtlee
- Sprintonderdelen vrouwen: Shanne Braspennincx, Laurine van Riessen
- Duuronderdelen mannen: Roy Eefting, Vincent Hoppezak
- Duuronderdelen vrouwen: Maike van der Duin, Kirsten Wild, Amy Pieters

### Surinaamse deelnemer
Namens Suriname deed Jaïr Tjon En Fa mee op de sprintonderdelen.

## Wedstrijdschema
| Datum                | Onderdeel mannen                        | Onderdeel vrouwen                        |
| -------------------- | --------------------------------------- | ---------------------------------------- |
| Woensdag 20 oktober  | Teamsprint                              | Teamsprint, scratch                      |
| Donderdag 21 oktober | Keirin, scratch, ploegenachtervolging   | Ploegenachtervolging, afvalkoers         |
| Vrijdag 22 oktober   | Achtervolging, puntenkoers, 1km tijdrit | Sprint, omnium                           |
| Zaterdag 23 oktober  | Omnium                                  | Achtervolging, 500m tijdrit, koppelkoers |
| Zondag 24 oktober    | Sprint, koppelkoers, afvalkoers         | Puntenkoers, keirin                      |

## Medailles

### Mannen
| Onderdeel            | Goud | Goud                                                                       | Zilver | Zilver                                                        | Brons | Brons                                                             |
| -------------------- | ---- | -------------------------------------------------------------------------- | ------ | ------------------------------------------------------------- | ----- | ----------------------------------------------------------------- |
| Sprint               | NED  | Harrie Lavreysen                                                           | NED    | Jeffrey Hoogland                                              | FRA   | Sébastien Vigier                                                  |
| 1 km tijdrit         | NED  | Jeffrey Hoogland                                                           | TTO    | Nicholas Paul                                                 | GER   | Joachim Eilers                                                    |
| Achtervolging        | USA  | Ashton Lambie                                                              | ITA    | Jonathan Milan                                                | ITA   | Filippo Ganna                                                     |
| Ploegenachtervolging | ITA  | Liam Bertazzo Simone Consonni Filippo Ganna Jonathan Milan Francesco Lamon | FRA    | Thomas Boudat Thomas Denis Valentin Tabellion Benjamin Thomas | GBR   | Ethan Hayter Ethan Vernon Charlie Tanfield Oliver Wood Kian Emadi |
| Teamsprint           | NED  | Roy van den Berg Harrie Lavreysen Jeffrey Hoogland                         | FRA    | Florian Grengbo Sébastien Vigier Rayan Helal                  | GER   | Nik Schröter Stefan Bötticher Joachim Eilers Marc Jurczyk         |
| Keirin               | NED  | Harrie Lavreysen                                                           | NED    | Jeffrey Hoogland                                              | RUS   | Mikhail Iakovlev                                                  |
| Scratch              | FRA  | Donavan Grondin                                                            | BEL    | Tuur Dens                                                     | GBR   | Rhys Britton                                                      |
| Puntenkoers          | FRA  | Benjamin Thomas                                                            | BEL    | Kenny De Ketele                                               | NED   | Vincent Hoppezak                                                  |
| Koppelkoers          | DEN  | Lasse Norman Hansen Michael Mørkøv                                         | ITA    | Simone Consonni Michele Scartezzini                           | BEL   | Kenny De Ketele Robbe Ghys                                        |
| Omnium               | GBR  | Ethan Hayter                                                               | NZL    | Aaron Gate                                                    | ITA   | Elia Viviani                                                      |
| Afvalkoers           | ITA  | Elia Viviani                                                               | POR    | Iúri Leitão                                                   | RUS   | Sergey Rostovtsev                                                 |

- Renners van wie de namen schuingedrukt staan kwamen in actie tijdens minimaal één ronde maar niet tijdens de finale.

### Vrouwen
| Onderdeel            | Goud | Goud                                                         | Zilver | Zilver                                                                           | Brons | Brons                                                           |
| -------------------- | ---- | ------------------------------------------------------------ | ------ | -------------------------------------------------------------------------------- | ----- | --------------------------------------------------------------- |
| Sprint               | GER  | Emma Hinze                                                   | GER    | Lea Sophie Friedrich                                                             | CAN   | Kelsey Mitchell                                                 |
| 500m tijdrit         | GER  | Lea Sophie Friedrich                                         | RUS    | Anastasia Vojnova                                                                | RUS   | Darja Sjmeleva                                                  |
| Achtervolging        | GER  | Lisa Brennauer                                               | GER    | Franziska Brauße                                                                 | GER   | Mieke Kröger                                                    |
| Ploegenachtervolging | GER  | Franziska Brauße Lisa Brennauer Mieke Kröger Laura Süßemilch | ITA    | Martina Alzini Elisa Balsamo Chiara Consonni Martina Fidanza Letizia Paternoster | GBR   | Katie Archibald Megan Barker Neah Evans Josie Knight            |
| Teamsprint           | GER  | Lea Sophie Friedrich Pauline Grabosch Emma Hinze             | RUS    | Natalia Antonova Darja Sjmeleva Yana Tyshchenko Anastasia Vojnova                | GBR   | Sophie Capewell Blaine Ridge-Davis Millicent Tanner Lauren Bate |
| Keirin               | GER  | Lea Sophie Friedrich                                         | JPN    | Mina Sato                                                                        | RUS   | Yana Tyshchenko                                                 |
| Scratch              | ITA  | Martina Fidanza                                              | NED    | Maike van der Duin                                                               | USA   | Jennifer Valente                                                |
| Puntenkoers          | BEL  | Lotte Kopecky                                                | GBR    | Katie Archibald                                                                  | NED   | Kirsten Wild                                                    |
| Koppelkoers          | NED  | Kirsten Wild Amy Pieters                                     | FRA    | Clara Copponi Marie Le Net                                                       | GBR   | Katie Archibald Neah Evans                                      |
| Omnium               | GBR  | Katie Archibald                                              | BEL    | Lotte Kopecky                                                                    | ITA   | Elisa Balsamo                                                   |
| Afvalkoers           | ITA  | Letizia Paternoster                                          | BEL    | Lotte Kopecky                                                                    | USA   | Jennifer Valente                                                |

### Medaillespiegel
| Plaats | Land                | Goud | Zilver | Brons | Totaal |
| 1      | Duitsland           | 6    | 2      | 3     | 11     |
| 2      | Nederland           | 5    | 3      | 2     | 10     |
| 3      | Italië              | 4    | 3      | 3     | 10     |
| 4      | Frankrijk           | 2    | 3      | 1     | 6      |
| 5      | Verenigd Koninkrijk | 2    | 1      | 5     | 8      |
| 6      | België              | 1    | 4      | 1     | 6      |
| 7      | Verenigde Staten    | 1    | 0      | 2     | 3      |
| 8      | Denemarken          | 1    | 0      | 0     | 1      |
| 9      | Rusland             | 0    | 2      | 4     | 6      |
| 10     | Japan               | 0    | 1      | 0     | 1      |
| 10     | Nieuw-Zeeland       | 0    | 1      | 0     | 1      |
| 10     | Portugal            | 0    | 1      | 0     | 1      |
| 10     | Trinidad en Tobago  | 0    | 1      | 0     | 1      |
| 14     | Canada              | 0    | 0      | 1     | 1      |
| Totaal | Totaal              | 22   | 22     | 22    | 66     |